# جيم برادفورد
جيم برادفورد (بالإنجليزية: Jim Bradford)‏ هو سياسي أمريكي، ولد في 18 أكتوبر 1933. حزبياً، نشط في الحزب الديمقراطي والحزب الجمهوري. وقد انتخب عضو داكوتا الجنوبية البيت النواب.